# Taleghan
Taleghan (pers. طالقان) – miasto w Iranie, w ostanie Alborz. W 2016 roku liczyło 3545 mieszkańców.